# 雅鲁藏布虎耳草
雅鲁藏布虎耳草（学名：Saxifraga yarlungzangboensis）为虎耳草科虎耳草属下的一个种。

## 扩展阅读
- 維基物種上的相關：雅鲁藏布虎耳草